# Айодг'я
Айо́дг'я (гінді अयोध्या вимоваⓘ, англ. Ayodhya) — одне з міст стародавньої Індії, згадується ще в Атхарваведі. Непрямі свідоцтва дозволяють припустити, що в перші сторіччя І-го тисячоліття до нашої ери Айодг'я була центром самостійної держави, але вже в середині І-го тисячоліття до нашої ери входила до складу держави Кошала і не відігравала значної ролі в історії індії. Однак Айодг'я завжди високо шанувалася індусами як одне з 7 священних міст. За традицією вона була столицею царів Сонячної династії, а також місцем життя та правління Рами.